# NGC 3367
NGC 3367 је спирална галаксија у сазвежђу Лав која се налази на NGC листи објеката дубоког неба.
Деклинација објекта је + 13° 45' 1" а ректасцензија 10h 46m 34,9s. Привидна величина (магнитуда) објекта NGC 3367 износи 11,4 а фотографска магнитуда 12,1. Налази се на удаљености од 43,6000 милиона парсека од Сунца. NGC 3367 је још познат и под ознакама UGC 5880, MCG 2-28-5, CGCG 66-11, IRAS 10439+1400, PGC 32178.